# Leptomiza hedemanni
Leptomiza hedemanni là một loài bướm đêm trong họ Geometridae.